# Acrossus kwanhsiensis
Acrossus kwanhsiensis är en skalbaggsart som beskrevs av Vladimir Balthasar 1945. Acrossus kwanhsiensis ingår i släktet Acrossus och familjen Aphodiidae. Inga underarter finns listade i Catalogue of Life.